# Mándres (ort i Grekland, Mellersta Makedonien)
Mándres är en ort i Grekland.   Den ligger i prefekturen Nomós Kilkís och regionen Mellersta Makedonien, i den norra delen av landet, 300 km norr om huvudstaden Aten. Mándres ligger 93 meter över havet och antalet invånare är 684.
Terrängen runt Mándres är kuperad åt sydost, men åt nordväst är den platt. Mándres ligger nere i en dal. Runt Mándres är det ganska glesbefolkat, med 47 invånare per kvadratkilometer. Närmaste större samhälle är Kilkis, 14,1 km norr om Mándres. Trakten runt Mándres består till största delen av jordbruksmark.